# Понтекуроне
Понтекуроне (итал. Pontecurone) је насеље у Италији у округу Алесандрија, региону Пијемонт.
Према процени из 2011. у насељу је живело 3839 становника. Насеље се налази на надморској висини од 104 м.

## Становништво
| 1931. | 1936. | 1951. | 1961. | 1971. | 1981. | 1991. | 2001. | 2011. |
| ----- | ----- | ----- | ----- | ----- | ----- | ----- | ----- | ----- |
| 3.889 | 3.867 | 3.931 | 4.481 | 4.483 | 4.300 | 4.224 | 3.781 | 3.850 |